# Kachab-e Pā'īn
Kachab-e Pā'īn (persiska: كَچَپِ سُفلَى, Kachap-e Soflá, Kachab-e Pā’īn, كچب پائین) är en ort i Iran.   Den ligger i provinsen Mazandaran, i den norra delen av landet, 140 km nordost om huvudstaden Teheran. Antalet invånare är 869.
Terrängen runt Kachab-e Pā'īn är platt. Runt Kachab-e Pā'īn är det tätbefolkat, med 286 invånare per kvadratkilometer. Närmaste större samhälle är Āmol, 18,5 km sydväst om Kachab-e Pā'īn. Trakten runt Kachab-e Pā'īn består till största delen av jordbruksmark.